# 911 Agamemnon
A 911 Agamemnon (ideiglenes jelöléssel 1919 FD) egy kisbolygó a Naprendszerben. Karl Wilhelm Reinmuth fedezte fel 1919. március 19-én, Heidelbergben, Németországban. Nevét Agamemnónról kapta, aki a görög mitológiában Mükéné királya. A Jupiter pályáján keringő Trójai csoport tagja.